# 韓国教育放送公社
韓国教育放送公社（かんこくきょういくほうそうこうしゃ、朝: 한국교육방송공사、英: Korea Educatonal Broadcasting System、EBS）は、大韓民国のテレビ・ラジオ兼営の公営教育専門放送局である。本社は京畿道高陽市一山東区。
コールサインはHLQL。キャッチフレーズは「未来を開く、知識チャンネル EBS」。(교육의 중심)日本のNHK教育テレビジョン・NHKラジオ第2放送に相当する。

## 概説
元々は韓国放送公社（KBS）が教育番組専門チャンネルとして1981年2月2日に国内向けに開局したKBS第3テレビジョン、KBS教育ラジオ（FM放送）であったが、放送改革でKBSから分離・独立。1990年12月27日、韓国教育開発院（1980年設立）の附設機関としてEBSが設立され、KBSから前述の両系統の事業の移管を受けて放送を開始した。
現在は媒体が増え、世界有数の教育専門放送機関となっているが、2001年からはEBS1とEBS KIDSでコマーシャル放送も行っており、それ以外のテレビチャンネルとラジオ放送では実施されていない。
受信料は70ウォンであり、KBSの受信料との合算で韓国電力公社の電気料金に上乗せして徴収している。

### 地上波
EBS 1TV
開局時からのテレビジョン放送。デジタルテレビのリモコンキーIDは全国一律10-1。他の各地区はアナログもデジタルも全てUHFで送信。
EBS 2TV
2015年2月11日開局。10-2ch。韓国初のサブチャンネルであるため、画面解像度は、1280×720（720p）。
EBS Radio
開局時からのFMラジオ放送。ソウル首都圏は104.5MHz。

### 衛星波・ケーブルテレビ・インターネット放送
EBS+1
日本の大学入学共通テストに相当する大学修学能力試験（通称：修能試験）教育用のチャンネル。
EBS+2
小中学校の授業補完・職業教育用のチャンネル。
EBS English
英語教育および英語音声のみの娯楽番組専門チャンネル。
EBS KIDS
2017年12月31日までは『EBSu』の名称だった。衛星DMBから放送。当初はEBS Plus1のサイマルだったが、子供向けチャンネルに転向した上で、ケーブルテレビ専門チャンネルに発展している。
韓国の他の子供向けチャンネルと異なり、日本アニメなど、EBSが製作に関与していない外部からの番販番組が一切編成されておらず、EBSが自主的に制作した子供向け娯楽・教育番組や、EBSが製作に関与したアニメーション・特撮番組が主に編成されている。EBSのケーブルチャンネルで唯一朝鮮語の娯楽番組を扱っているため、子供向けチャンネルとしては珍しく、EBS自主制作の大人向けバラエティ番組も極少数ながら編成されている。
EBS i-Radio
インターネット限定ラジオ放送。地上波ラジオで放送されていた語学ラジオ番組のみで編成。

### その他
EBS America
在米韓国人向けサービス。ただし、EBS製作番組であっても、他のチャンネルに既に放映権を押さえられているものは放送されておらず、看板番組の『ポンポン ポロロ』や『ロボカーポリー』などに関しては、ディズニーなどの外部事業者から放映権を移動する形であったため、開局当初は編成されていなかった。

## シンボルマーク

1981年2月2日 - 1990年12月26日 KBS第3テレビジョン時代
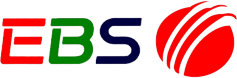
1990年12月27日 - 1995年6月25日
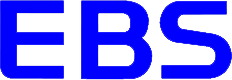
1995年6月26日 - 2001年6月24日
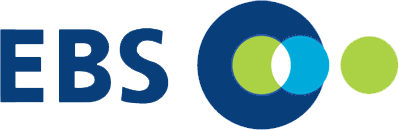
2001年6月25日 - 2004年10月24日
2004年10月25日 - 現在

## 所在地
本社、放送センター
京畿道高陽市一山東区韓流ワールド路281

## 送信所・中継局一覧
韓国教育放送公社の地上波テレビ放送とラジオ放送の送出は前述の名残でKBSが担当（EBSからの業務委託と同義）している。中継局が多いから、この項にはソウルの中継局のみを掲載。その他のチャンネルはKBS各放送局の項を参照。

### デジタルテレビ
リモコンキーID
- 全国一律10-1

呼出符号（コールサイン）
- HLQL-DTV

| 送信所 | 物理チャンネル | 空中線電力 |
| ------ | -------------- | ---------- |
| 冠岳山 | K-18ch         | 2.5kW      |
| 南山   | K-64ch         | 5kW        |

南山局については、チャンネルリパッキングにより、アナログ放送終了後K-46chに変更されることが告示されている。なおデジタルの親局は冠岳山。

### アナログテレビ
呼出符号
- HLQL-TV

| 送信所 | チャンネル | 空中線電力 |
| ------ | ---------- | ---------- |
| 南山   | K-13ch     | 10kW       |
| 冠岳山 | K-43ch     | 30kW       |

### FMラジオ
呼出符号
- HLQL-FM

| 送信所  | 周波数   | 空重線電力 | 備考   |
| ------- | -------- | ---------- | ------ |
| 冠岳山  | 104.5MHz | 10kW       | ソウル |
| 坡州    | 105.7MHz | 100W       |        |
| 白翎    | 105.9MHz |            |        |
| 華岳山  | 106.5MHz | 5kW        | 春川   |
| 大岩山  | 104.5MHz | 100W       | 陽口   |
| 白雲山  | 104.9MHz | 3kW        | 原州   |
| 泰岐山  | 107.5MHz | 500W       | 横城   |
| 寧越    | 104.5MHz | 10W        |        |
| 束草    | 107.7MHz | 10W        |        |
| 襄陽    | 105.9MHz | 100W       |        |
| 掛榜山  | 104.9MHz | 3kW        | 江陵   |
| 玉渓    | 106.5MHz | 10kW       |        |
| 咸白山  | 107.1MHz | 1kW        | 太白   |
| 鶏龍山  | 105.7MHz | 5kW        | 大田   |
| 食蔵山  | 107.9MHz | 3kW        | 大田   |
| KBS清州 | 105.1MHz | 100W       | 清州   |
| 報恩    | 107.1MHz | 10W        |        |
| 永洞    | 104.3MHz | 100W       |        |
| 玉馬山  | 104.7MHz | 100W       | 保寧   |
| 元暁峰  | 102.3MHz | 500W       | 瑞山   |
| 迦葉山  | 104.1MHz | 3kW        | 忠州   |
| 丹陽    | 105.5MHz | 100W       |        |
| 母岳山  | 106.9MHz | 3kW        | 全州   |
| 高敞    | 104.9MHz | 100W       |        |
| 茂朱    | 104.1MHz |            |        |
| 雪川    | 104.9MHz | 10W        |        |
| 三公    | 105.3MHz |            |        |
| 渓南    | 105.3MHz | 100W       |        |
| 老姑壇  | 107.5MHz | 3kW        | 南原   |
| 無等山  | 105.3MHz | 3kW        | 光州   |
| 二西    | 104.1MHz | 100W       |        |
| 霊光    | 106.5MHz | 10W        |        |
| 大芚山  | 104.1MHz | 500W       | 海南   |
| 陽乙山  | 106.7MHz | 100W       | 木浦   |
| 長興    | 106.9MHz | 10W        |        |
| 望雲山  | 106.3MHz | 3kW        |        |
| 心張    | 104.9MHz | 10W        |        |
| 筏橋    | 104.1MHz | 100W       |        |
| 道化    | 105.7MHz | 10W        |        |
| 八公山  | 105.1MHz | 3kW        | 大邱   |
| 亀尾    | 107.1MHz | 100W       |        |
| 加恩    | 106.7MHz | 10W        |        |
| 聞慶    | 107.9MHz | 10W        |        |
| 日月山  | 107.7MHz | 3kW        | 安東   |
| 慶州    | 104.3MHz | 100W       |        |
| 鳥項山  | 106.7MHz | 3kW        | 浦項   |
| 蔚珍    | 104.5MHz | 100W       |        |
| 鬱陵    | 107.9MHz | 100W       |        |
| 荒嶺山  | 107.7MHz | 3kW        | 釜山   |
| 梁山    | 105.5MHz |            |        |
| 舞龍山  | 105.9MHz | 3kW        | 蔚山   |
| 仏母山  | 104.3MHz | 3kW        | 昌原   |
| 統営    | 103.3MHz | 100W       |        |
| 望鎮山  | 101.5MHz | 500W       | 晋州   |
| 紺岳山  | 104.7MHz | 3kW        | 居昌   |
| 犬月岳  | 107.3MHz | 3kW        | 済州   |
| 三梅峰  | 104.9MHz | 3kW        | 西帰浦 |

## 海外の提携局
- 日本 NHK教育テレビジョン
- 日本 NHKラジオ第2放送
- イギリス BBC Two

## 主なテレビ番組

### ニュース
- EBSグローバルニュース(EBS글로벌뉴스)
  - 平日 12:00 - 12:10 放送
- EBS夕方のニュース(EBS저녁뉴스)
  - 平日 17:00 - 17:20 放送

### テレビアニメ
Iconix Entertainmentが自主的に製作したアニメーションの主力製作局で、同社へ社外取締役を送り込む程関わりが深い。放送実績があるものとしては、下記の通り。
- ポンポン ポロロ - EBSがIconix Entertainment製作アニメーションの主力放送局となっているのは、この作品の国民的人気によるもの。
- ぼくチロ!
- ちびっこバス タヨ
- チビ列車ティティポ
- フラワーリングハート

それ以外の韓国製作作品
- ロボカーポリー
- れいぞうこのくにのココモン
- ミニ特攻隊（朝鮮語版）
- ヒーローサークル
- ポテンドッグ

韓国共同製作の海外番組
- ミラキュラス レディバグ&シャノワール - 韓国・日本（東映アニメーション）・フランス（Zagtoon（フランス語版）・製作局）共同製作で、第1期のみの韓国初放送権を持っていた。製作局の関係でフランス製アニメーションに分類されるため、フランス語が原語音声で、韓国語は吹き替え。第2期以降はトゥーニバースに韓国初放送権を完全移行しているが、韓国が独自に制定したテレビ番組の区分では自国製番組としての扱いのため、第2期以降も遅れネットの形でEBSの地上波テレビ局のみに絞り込む形で放送された[注 2]。放映権の関係でアメリカのEBSでは未放送。

それ以外の海外製作番組
- クロスゲーム - EBSで放送された唯一の純日本製アニメ。韓国の地上波における純日本製アニメの放送が完全に途絶えた頃の2010年に放送された。

### テレビドラマ
特撮作品
- レジェンドヒーロー三国伝

海外製作番組
- セサミストリート - EBSが韓国での放映権を持っている。2か国語放送ではない替わりに音声をメディア毎に分けており、EBS1とKIDSで韓国語吹き替え版を、EBS2とEnglishで原語音声版を放送している。